# Autodesk Revit
Autodesk Revit és un programari de modelatge d'informació d'edificis per a arquitectes, enginyers estructurals, enginyers mecànics, elèctrics i de fontaneria (MEP) i contractistes. El programari original va ser desenvolupat per Charles River Software, fundada el 1997, rebatejada com a Revit Technology Corporation l'any 2000 i adquirida per Autodesk el 2002. El programari permet als usuaris dissenyar un edifici i una estructura i els seus components en 3D, anotar el model amb elements de dibuix 2D i accedir a la informació de l'edifici des de la base de dades del model d'edifici. Revit és una aplicació de modelatge d'informació d'edificis (BIM) en 4D capaç d'eines per planificar i fer un seguiment de diverses etapes del cicle de vida d'un edifici, des del concepte fins a la construcció i el posterior manteniment i/o demolició.

## Història de l'empresa
Charles River Software va ser fundada a Newton, Massachusetts, el 31 d'octubre de 1997 per Leonid Raiz i Irwin Jungreis, desenvolupadors clau del programari Pro/Engineer de PTC per al disseny mecànic, amb la intenció d'aportar la potència del modelatge paramètric a la indústria de la construcció (PTC havia intentat anteriorment comercialitzar el seu programari Reflex, recentment adquirit, al sector de la construcció sense èxit). Amb finançament dels inversors de capital risc Atlas Venture i North Bridge Venture Partners, Raiz i Jungreis van contractar diversos desenvolupadors de programari i arquitectes i van començar a desenvolupar Revit en C++ a la plataforma Microsoft Windows. El 1999 van contractar Dave Lemont com a CEO i van reclutar els membres del consell Jon Hirschtick, fundador de SolidWorks, i Arol Wolford, fundador de CMD Group.
L'empresa va canviar el seu nom a Revit Technology Corporation el gener del 2000. Autodesk, més coneguda per la seva línia de productes AutoCAD, va comprar Revit Technology Corporation per 133 milions de dòlars el 2002. La compra va permetre més recerca, desenvolupament i millora del programari.
Amb la seva plataforma Revit, Autodesk és un actor important en el mercat BIM juntament amb Tekla Structures, Trimble, Bentley Systems i el grup Nemetschek (propietari de l'aplicació BIM ArchiCAD de Graphisoft, a més de solucions com Allplan i Vectorworks), entre d'altres.

## Historial del producte
Des del principi, Revit tenia com a objectiu permetre als arquitectes i altres professionals de la construcció dissenyar i documentar un edifici creant un model tridimensional paramètric que inclogués tant la informació geomètrica com la no geomètrica de disseny i construcció, cosa que també es coneix com a modelatge d'informació d'edificis o BIM (1975 Eastman C.). En aquell moment, diversos altres paquets de programari, com ara ArchiCAD i Reflex, proporcionaven un model d'edifici virtual tridimensional i permetien a l'usuari controlar els components individuals mitjançant paràmetres (components paramètrics). Dues diferències clau en Revit eren que els usuaris creaven components paramètrics en un "editor de famílies" gràfic en lloc d'un llenguatge de programació. El model capturava totes les relacions entre components, vistes i anotacions de manera que un canvi en qualsevol element es propagava automàticament per mantenir el model coherent. Per exemple, moure una paret actualitzava les parets, els pisos i les teulades veïnes, corregia la col·locació i els valors de les cotes i les notes, ajustava les àrees de planta indicades als tabularis, redibuixava les vistes de secció, etc., de manera que el model romangués connectat i tota la documentació estigués coordinada. El concepte d'associativitat bidireccional entre components, vistes i anotacions va ser una característica distintiva de Revit durant moltes versions. La facilitat de fer canvis va inspirar el nom Revit, una contracció de Revise-Instantly. Al cor de Revit hi ha un motor de propagació de canvis paramètrics que es basava en una nova tecnologia, els paràmetres basats en context, que era més escalable que els paràmetres variacionals i basats en l'historial que s'utilitzen en el programari CAD mecànic. El terme model d'edifici paramètric es va adoptar per reflectir el fet que els canvis en els paràmetres controlaven tot el model d'edifici i la documentació associada, no només els components individuals.

### Versió 1.0 i posteriors
La versió 1.0 de Revit es va publicar el 5 d'abril de 2000. El programari va progressar ràpidament, amb les versions 2.0, 3.0, 3.1, 4.0 i 4.1 publicades a l'agost de 2000; octubre de 2000; febrer de 2001; juny de 2001; novembre de 2001; i gener de 2002, respectivament.
Inicialment, el programari només s'oferia com a lloguer mensual, sense opció de compra. La llicència es controlava mitjançant un procés completament automàtic, una innovació en un moment en què es requeria la intervenció humana i la transmissió manual dels codis d'autorització per comprar altres tipus de programari de disseny.
Autodesk va llançar diverses versions de Revit després del 2004. El 2005 es va introduir Revit Structure i, el 2006, Revit MEP. Després del llançament del 2006, Revit Building va passar a anomenar-se Revit Architecture.
El 2011, Dynamo es va publicar en versió beta, cosa que va permetre veure per primera vegada com programar directament el comportament dels components allotjats mitjançant una interfície de node d'arrossegar i deixar anar. Això és similar a la manera com el llenguatge de programació visual Grasshopper 3d funciona amb els objectes de Rhinoceros 3D.
El 2012 Revit LT es va convertir en la versió més recent de Revit al mercat. Era una versió de Revit amb funcions limitades o Lite que excloïa característiques com la renderització i els entorns multiusuari. El 2013, Autodesk va començar a introduir llicències de lloguer per a alguns dels seus productes, inclòs Revit.
Des de Revit 2013, les diferents disciplines s'han integrat en un sol producte, anomenat simplement Revit.
Autodesk ven diversos paquets o "col·leccions sectorials"; Revit s'inclou a la Col·lecció AEC.
Revit està disponible en diverses localitzacions d'idiomes: anglès, alemany, francès, castellà, portuguès, italià, rus, polonès, txec, xinès, japonès i coreà.
Amb el llançament de Revit 2016, Autodesk va deixar de donar suport a Windows de 32 bits.

## Característiques

### Modelatge
L'entorn de treball de Revit permet als usuaris manipular edificis o conjunts sencers (a l'entorn del projecte) o formes 3D individuals (a l'entorn de l'editor de famílies). Les eines de modelatge es poden utilitzar amb objectes sòlids prefabricats o models geomètrics importats. Tanmateix, Revit no és un modelador NURBS i tampoc té la capacitat de manipular els polígons individuals d'un objecte, excepte en alguns tipus d'objectes específics, com ara teulades, lloses i terreny, o en l'entorn de massa.
Revit inclou categories d'objectes ("famílies" en la terminologia de Revit). Aquests es divideixen en tres grups:
- Famílies de sistemes, com ara parets, terres, teulades, sostres, acabats principals i fins i tot mobles construïts dins d'un projecte
- Famílies/components carregables, que es construeixen amb primitives (extrusions, escombrats, etc.) per separat del projecte i es carreguen en un projecte per al seu ús.
- Famílies in situ, que es construeixen in situ dins d'un projecte amb el mateix conjunt d'eines que els components carregables

### Col·laboració multiusuari
Des de la versió 3.0, Revit permet que diversos usuaris treballin en el mateix model d'edifici. El flux de treball és similar a l'ús d'un sistema de control de versions en enginyeria de programari, que permet a diversos desenvolupadors col·laborar de manera fiable en una base de codi comuna. Cada usuari de Revit treballa en una còpia local del disseny i registra periòdicament la feina al repositori central. El nou usuari comença creant una còpia local d'aquest repositori. Quan un usuari comença a modificar alguns elements de l'edifici, aquests elements es bloquegen automàticament, cosa que impedeix que altres els modifiquin. Els panys es mantenen al repositori central. Els elements romanen bloquejats fins que la "prestataria" revisa la seva feina i allibera els bloquejos. La tecnologia patentada anomenada "treball compartit" permet a Revit minimitzar el conjunt d'elements bloquejats alhora que permet que el motor de propagació de canvis actualitzi tants elements com calgui, inclosos els elements que no estan bloquejats. Revit normalment evita els conflictes de fusió durant el registre d'entrada.

### Renderització
Quan un usuari crea un edifici, un model o qualsevol altre tipus d'objecte a Revit, pot utilitzar el motor de renderització de Revit per crear una imatge més realista del que, d'altra banda, seria un model molt esquemàtic. L'usuari ho aconsegueix utilitzant les eines prefabricades del model, paret, terra, etc., o creant els seus propis models, parets, materials, etc. Des del llançament de Revit del 2010, el programari inclou una gran quantitat de materials predefinits, cadascun dels quals es pot modificar segons els desitjos de l'usuari. L'usuari també pot començar amb un material "genèric". Amb això, l'usuari pot definir la rotació, la mida, la brillantor i la intensitat de les textures, els mapes de brillantor (també coneguts com a mapes de brillantor), els mapes de transparència, els mapes de reflexió, els mapes de reflexió obliqua, els mapes de forats i els mapes de relleu, així com deixar la part del mapa fora i utilitzar els controls lliscants per a qualsevol (o totes o cap) de les característiques esmentades de les textures.